# 2555 Thomas
2555 Thomas este un asteroid din centura principală, descoperit pe 17 iulie 1980 de Edward Bowell.